# 龙汀省

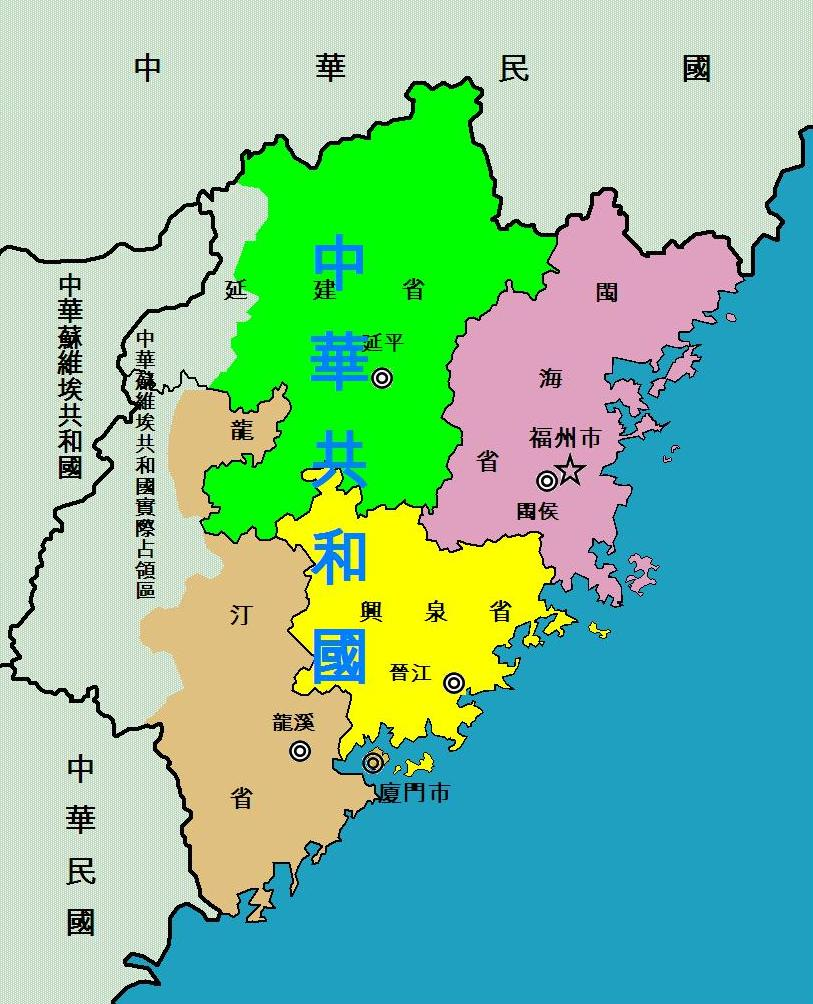
中华共和国地图，浅褐色为龙汀省

龙汀省是1933年至1934年闽变时期中华共和国的四个省份之一，其辖境在今天的中华人民共和国福建省西南部，省会龙溪（今漳州），下辖21县，分别是龙溪、漳浦、海澄、南靖、长泰、平和、诏安、云霄、东山、华安、龙岩、漳平、宁洋、永定、上杭、武平、连城、清流、明溪、宁化、长汀，大致相当于今日的漳州、龙岩和三明部分地区。
龙汀省在成立之初称作龙漳省，1933年12月正式定名为龙汀省。省长许友超、副省长徐名鸿。1934年，随着中华共和国被南京国民政府消灭，龙汀省被取消建置。